# Halianthella
Halianthella är ett släkte av koralldjur. Halianthella ingår i familjen Halcampidae.
Kladogram enligt Catalogue of Life:
| Halianthella | \| \| Halianthella annularis \| \| \| \| \| \| Halianthella kerguelensis \| \| \| \| |
|              | \| \| Halianthella annularis \| \| \| \| \| \| Halianthella kerguelensis \| \| \| \| |
|              | Cactosoma                                                                            |
|              |                                                                                      |
|              | Halcampa                                                                             |
|              |                                                                                      |
|              | Halcampactis                                                                         |
|              |                                                                                      |
|              | Halcampaster                                                                         |
|              |                                                                                      |
|              | Mena                                                                                 |
|              |                                                                                      |
|              | Parahalcampa                                                                         |
|              |                                                                                      |
|              | Halianthella annularis                                                               |
|              |                                                                                      |
|              | Halianthella kerguelensis                                                            |
|              |                                                                                      |

|  | Halianthella annularis    |
|  |                           |
|  | Halianthella kerguelensis |
|  |                           |